# Astragalus heilii
Astragalus heilii es una especie de planta del género Astragalus, de la familia de las leguminosas, orden Fabales.

## Distribución
Astragalus heilii se distribuye por Estados Unidos.

## Taxonomía
Fue descrita científicamente por S. L. Welsh & N. D. Atwood. Fue publicada en Utah Fl., ed. 3. 839 (2003).